# Erich Schmidt (storico)
Erich Schmidt (Jena, 20 giugno 1853 – Berlino, 29 aprile 1913) è stato uno storico della letteratura tedesco.

## Biografia
Era il figlio dello zoologo Oskar Schmidt. Studiò filologia e storia letteraria a Graz, Jena, e a Strasburgo, fece il Privatdozent presso l'Università di Würzburg nel 1875, e divenne professore a Strasburgo nel 1877, e a Vienna nel 1880; fu il direttore dell'archivio di Goethe a Weimar nel 1885. A Berlino fu nominato successore di Wilhelm Scherer nel 1887, come professore di lingua e letteratura tedesca. Dal 1907 in poi, servì come presidente della Goethe Society.

## Pubblicazioni principali
Si era dedicato quasi esclusivamente nella ricerca della letteratura moderna.
Fece molte autore opere che coinvolgono i scrittori e la letteratura tedesca del XVIII e del XIX secolo:
- Richardson, Rousseau, und Goethe (1875) – Samuel Richardson, Jean-Jacques Rousseau e Johann Wolfgang von Goethe.
- Lenz und Klinger (1878) – Jakob Michael Reinhold Lenz, Friedrich Maximilian Klinger.
- Heinrich Leopold Wagner (1879) – Heinrich Leopold Wagner.
- Beiträge zur Kenntnis der Klopstockschen Jugendlyrik (1880).
- Charakteristiken (1ª serie 1880; 2ª serie 1900).
- Biografia di Gotthold Ephraim Lessing, intitolata "Lessing : Geschichte seines lebens und seiner schriften" (2ª edizione 1899).

Editore:
- Due volumi di Schriften der Goethe-Gesellschaft (Weimar, 1886 e 1893)
- Faust, per l'edizione di Weimar
- Goethe's Faust in ursprünglicher Gestalt (3 ° edizione, 1894) che è stato scoperto da lui a Dresda.